# Morelos, San Esteban Atatlahuca
Morelos är en ort i Mexiko.   Den ligger i kommunen San Esteban Atatlahuca och delstaten Oaxaca, i den sydöstra delen av landet, 300 km sydost om huvudstaden Mexico City. Morelos ligger 2 799 meter över havet och antalet invånare är 368.
Terrängen runt Morelos är kuperad åt nordost, men åt sydväst är den bergig. Runt Morelos är det ganska tätbefolkat, med 54 invånare per kvadratkilometer. Närmaste större samhälle är Villa Chalcatongo de Hidalgo, 16,9 km öster om Morelos. I omgivningarna runt Morelos växer huvudsakligen savannskog.